# 高山公通
高山 公通（たかやま きみみち、1867年9月5日（慶応3年8月8日） - 1940年（昭和15年）8月28日）は、日本の陸軍軍人。最終階級は陸軍中将。旧名・永井源之進。

## 経歴
薩摩国大口郷里村（後の牛山郷里村、鹿児島県北伊佐郡大口村、伊佐郡大口村、大口町を経て、合併で大口市、伊佐市）生まれ。永井藤兵衛の二男として生れ、高山信助の養嗣子となる。1889年（明治22年）7月、陸軍士官学校（旧11期）を卒業、歩兵少尉に任官し歩兵第23連隊付となる。1899年（明治32年）12月、陸軍大学校（13期）を卒業した。1900年（明治33年）5月、第12師団参謀となり、清国差遣（貴州駐在）、大本営参謀を経て、1904年（明治37年）6月、第3軍司令部付となり日露戦争に出征。歩兵第48連隊大隊長を経て、奉天会戦直後、歩兵第32連隊長に発令された。
1905年（明治38年）6月、後備混成第8旅団参謀長に就任し、関東総督府付、第4師団参謀長を歴任。1908年（明治41年）12月、歩兵大佐に昇進。参謀本部付（奉天特務機関長）、歩兵第2連隊長を経て、1914年（大正3年）8月、陸軍少将に進級し歩兵第25旅団長に就任した。
1916年（大正5年）8月、関東都督府参謀長となり、1918年（大正7年）7月、陸軍中将に進み独立守備隊司令官に就任。1919年（大正8年）7月、第18師団長に親補された。1922年（大正11年）8月、待命となり、翌年3月、予備役に編入された。のち、関東國粹会会長を務めた。墓所は多磨霊園(21-1-31-1)

## 栄典
位階
- 1892年（明治25年）2月3日 - 正八位[5]
- 1909年（明治42年）3月1日 - 従五位[6]
- 1918年（大正7年）8月30日 - 従四位[7]
- 1920年（大正9年）9月10日 - 正四位[8]
- 1923年（大正12年）4月20日 - 従三位[9]

勲章等
- 1904年（明治37年）5月27日 - 勲五等瑞宝章[10]
- 1920年（大正9年）11月1日 - 勲一等旭日大綬章・大正三年乃至九年戦役従軍記章[11]
- 1921年（大正10年）7月1日 - 第一回国勢調査記念章[12]
- 1940年（昭和15年）8月15日 - 紀元二千六百年祝典記念章[13]

## 親族
- 養嗣子 高山信武（陸軍大佐、陸将）[1]